# Gillan's Inn
Gillan's Inn es un álbum de Ian Gillan editado en 2006. 
Fue sacado al mercado como DualDisc, compuesto de un CD y un DVD. En el CD aparecen temas regrabados de todas las etapas musicales del cantante, con Gillan, como solista y con Deep Purple y Black Sabbath. 
Para la elaboración de este disco Gillan contó con numerosas colaboraciones de músicos reconocidos como Joe Satriani, Jon Lord o Ronnie James Dio.
La portada corrió a cargo de Don Keller y las fotografías fueron realizadas por Bob Mussell. 
En el diseño del DVD trabajaron Mio Murakami, Ignacio Monge y Rupesh Pattni. 
Además de las colaboraciones especiales, aparecen otros músicos como Don Airey, Rodney Appleby, Dean Howard, Tommy Z, Vasyl Popadiuk, Howard Wilson, Nick Blagona, Jerry Augustyniak, Sim Jones, Emil Latimer, Allen Farmelo, Cliff Bennett, Steve Morris, Gillian Glover, The Mississauga Singers, Fanny Cradock, Rick McGirr, Jaro Jarosil, Mary Jane Russell, Redd Volkaert, Charlie Quill y *Michael Lee.

## Lista de canciones

### CD
1. "Unchain Your Brain" (Con la colaboración de Joe Satriani; versión original en: Glory Road)
2. "Bluesy Blue Sea" (Con la colaboración de Janick Gers; versión original en: Magic)
3. "Day Late and a Dollar Short" (Con la colaboración de Uli Jon Roth y Ronnie James Dio; versión original en: Dreamcatcher)
4. "Hang Me Out to Dry" (Con la colaboración de Joe Satriani; versión original en: Toolbox)
5. "Men of War" (Con la colaboración de Steve Morse, Robby Takac y Johnny Rzeznik; versión original en: Double Trouble)
6. "When a Blind Man Cries" (Con la colaboración de Jeff Healey y Jon Lord; versión original en: Machine Head, de Deep Purple)
7. "Sugar Plum" (Con la colaboración de Roger Glover e Ian Paice; original en: Dreamcatcher)
8. "Trashed" (Con la colaboración de Ian Paice, Tony Iommi y Roger Glover; versión original en: Born Again, Black Sabbath)
9. "No Worries" (Con la colaboración de Michael Lee Jackson; inédita)
10. "Smoke on the Water" (Con la colaboración de Steve Morse, Johnny Rzeznik, Robby Takac, Jon Lord, Ian Paice y Roger Glover; versión original en: Machine Head, de Deep Purple)
11. "No Laughing in Heaven" (Con la colaboración de Ian Paice y Roger Glover; versión original en: Future Shock)
12. "Speed King" (Con la colaboración de Joe Satriani; versión original en: In rock, de Deep Purple)
13. "Loving on Borrowed Time"  (Con la colaboración de Uli Jon Roth y Steve Morse; versión original en: Naked Thunder)
14. "I'll Be Your Baby Tonight" (Bonus track, con la colaboración de Joe Elliott; versión inédita sobre el tema de Bob Dylan)[1]

### DVD
El DVD, además de incluir las canciones del CD en 5.1 surround y en estéreo, ofrece distintas versiones de "Smoke on the water" (con los colaboradores del disco y también con Steve Morris), un vídeo sobre la grabación de Gillan's Inn, información sobre la discografía de Gillan, las letras de las canciones escritas por él, comentarios suyos sobre cada tema y algunas opciones más.
1. "Unchain Your Brain"
2. "Bluesy Blue Sea"
3. "Day Late and a Dollar Short"
4. "Hang Me Out to Dry"
5. "Men of War"
6. "When a Blind Man Cries"
7. "Sugar Plum"
8. "Trashed"
9. "No Worries"
10. "Demon's Eye"
11. "Smoke on the Water"
12. "No Laughing in Heaven"
13. "Speed King"
14. "Loving on Borrowed Time"
15. "I'll Be Your Baby Tonight" (Bob Dylan)